# Tournefortia coriacea
Tournefortia coriacea là loài thực vật có hoa trong họ Mồ hôi. Loài này được Vaupel miêu tả khoa học đầu tiên năm 1916.